# Maksym Levytskyy
Maksym Levytsky (en ukrainien, Левицький Максим Анатолійович) est un gardien de football ukrainien possédant la nationalité russe, né le 26 novembre 1972 à Chakhty (Oblast de Rostov) au sud-ouest de la Russie.

## Faux passeport et licenciement
Après la découverte du faux passeport grec de Levytsky, qui évoluait en tant que gardien à l'ASSE, il est licencié du club et entreprend aussitôt des actions en justice contre le club stéphanois. Levytsky sera débouté définitivement le 27 septembre 2006.
« La Cour de Cassation, dans un arrêt rendu le 27 septembre 2006, a rejeté le pourvoi interjeté par Maxym Levytsky. L’ancien joueur de l’ASSE avait saisi, en 2001, le Conseil de Prud’hommes de St Étienne, estimant la rupture de son contrat abusive et réclamait à ce titre des dommages et intérêts (sic) à l’ASSE pour une somme de 1 million d’euros. Le Conseil de Prud’hommes avait débouté Mr Levytsky dans un jugement rendu le 18 décembre 2001. Ce jugement avait été confirmé par la Chambre Sociale de la Cour d’Appel de Lyon dans un arrêt rendu le 7 janvier 2005. L’arrêt de la Cour de cassation confirme définitivement les bons droits de l’AS St Étienne. »
(Source:Asse.fr)
Cette nouvelle confirmation de la Cour de cassation, clos définitivement l'affaire des faux passeports, qui avait entaché la saison de l'AS Saint-Étienne en 2000-2001.

## Équipe nationale
Il fête sa première sélection lors d'un match amical contre l'Angleterre, le 31 mai 2000, jour même des grands débuts de Steven Gerrard avec la sélection anglaise, dirigée par Kevin Keegan. L'Ukraine perdra sur le score de 2-0 à Londres et Levytsky entrera à la 84e minute de jeu, remplaçant Vyacheslav Kernozenko. L'équipe d'Ukraine comprenait notamment des joueurs de renom tels Anatoly Timochtchouk et Andriy Chevtchenko.
Il compte au total 8 sélections avec l'équipe nationale ukrainienne de 2000 à 2002. Il garde en particulier la cage ukrainienne lors des deux matches de barrage contre l'Allemagne (1-1, 1-4) pour la qualification à la Coupe du monde 2002.

## Palmarès
- 1re sélection: Angleterre - Ukraine (2-0) le 31 mai 2000 à Londres.
- 8 sélections avec l'équipe nationale d'Ukraine.
- Champion de Russie avec le Spartak Moscou (2001).
- Coupe de Russie avec le Spartak Moscou (2003).